# Dead Cross
Dead Cross es un supergrupo de hardcore punk formado en el sur de California. La banda está formada por el guitarrista Michael Crain (Retox), el bajista Justin Pearson (The Locust, Swing Kids, Head Wound City y Retox), el baterista Dave Lombardo (Slayer, Fantômas) y el vocalista Mike Patton (Faith No More, Fantômas).

## Historia
Pearson y Lombardo habían trabajado previamente con el productor Ross Robinson, quien le pidió a Pearson que tocara en el demo Poppy Jean Crawford como bajista de sesión. Más tarde, Pearson descubrió que Lombardo también estaba tocando en la demo; Crain también participó en estas sesiones. Lombardo notó que tenía que llenar algunas fechas de gira y carecía de una banda, por lo que Lombardo, Pearson y Crain formaron una banda en vivo en aproximadamente doce días; Este proyecto se convirtió en Dead Cross. Dead Cross se formó oficialmente el 30 de noviembre de 2015 por Crain, Pearson, Lombardo y el vocalista Gabe Serbian (The Locust, Head Wound City y ex-Retox). La banda hizo su debut en vivo ese diciembre.
El 8 de marzo de 2016, transmitieron la canción We'll Sleep When They're Dead. En 2016, Serbian dejó el grupo después de grabar voces para la banda, sin embargo, la banda decidió no lanzar el disco con la voz de Serbian. En diciembre, la banda anunció que Mike Patton sería el nuevo vocalista. Con la música ya grabada, Patton grabó las voces por separado, y escribió sus propias letras para el álbum. El álbum, producido por Ross Robinson, fue lanzado conjuntamente por Ipecac Recordings de Patton y Three One G de Pearson el 4 de agosto de 2017.
El 22 de mayo de 2017, Dead Cross anunció su primera gira, que comenzó el 10 de agosto.
El 15 de agosto de 2017, los cuatro miembros fueron arrestados en Houston, Texas. Por consejo de su asesor legal, la banda no hizo comentarios públicos sobre la situación.
El 2 de mayo de 2018, Dead Cross lanzó un EP homónimo que contiene dos nuevas canciones y dos remixes de su álbum anterior.

## Estilo musical
Mike Patton autodefine a la banda como hardcore tradicional, en la línea de the Accüsed, Deep Wound o Siege. Aunque también han sido asociados con el heavy metal y thrash metal en los medios.

## Miembros
Actuales
- Michael Crain – guitarras (2015–presente)
- Justin Pearson – bajo (2015–presente)
- Dave Lombardo – batería (2015–presente)
- Mike Patton – voces (2016–presente)

Anteriores
- Gabe Serbian – voces (2015–2016)

## Discografía
Álbumes de estudio
- Dead Cross (2017, Ipecac, Three One G)
- Dead Cross II (2022)

EPs
- Dead Cross (2018, Ipecac)

## Videografía
Vídeos musicales
| Año  | Título                        | Director        |
| ---- | ----------------------------- | --------------- |
| 2017 | "Seizure and Desist"          | Eric Livingston |
| 2017 | "Obedience School"            | Dennis Bersales |
| 2017 | "Church of the Motherfuckers" | Michael Panduro |
| 2018 | “My Perfect Prisoner”         | Eric Livingston |